# Premi Sant Joan de narrativa
El Premi BBVA Sant Joan de literatura catalana és un premi literari en llengua catalana, inicialment convocat per la Fundació Caixa Sabadell, després per l'obra social d'Unnim i, a partir del 2014, per la Fundació Antigues Caixes Catalanes juntament amb BBVA. Al premi hi poden optar totes les variants de la prosa narrativa en català. Fins a l'edició del 2011 estava dotat amb 60.000 euros i, des del 2012, la dotació és de 35.000. El lliurament té lloc pels volts de la festivitat de Sant Joan, al mes de juny.

## Guanyadors
- 1981 - Antoni-Lluc Ferrer, per Adéu, turons, adéu
- 1982 - Margarida Aritzeta, per Un febrer a la pell
- 1983 - Vicenç Villatoro, per País d'Itàlia
- 1984 - Gabriel Janer Manila, per Els rius de Babilònia
- 1985 - Antoni Turull, per La torre Bernadot
- 1986 - Manuel Bofarull, per Els hereus de la terra
- 1987 - Desert
- 1988 - Manuel Joan i Arinyó, per Les nits perfumades
- 1989 - Miquel Bauçà, per L'estuari
- 1990 - Olga Xirinacs, per Enterraments lleugers
- 1991 - Desert
- 1992 - Pau Faner, per Mal camí i bon senyor
- 1993 - Maria de la Pau Janer, per Màrmara
- 1994 - Oriol Pi de Cabanyes i Almirall, per Pel bell nord glaçat
- 1995 - Jaume Pla, per De l'art i de l'artista. Dietari 1982-1991
- 1996 - Josep Piera, per Seduccions de Marràqueix
- 1997 - Ramon Folch i Camarasa, per Testa de vell en bronze
- 1998 - Antoni Dalmases, per Al mig del camí
- 1999 - Antoni Vidal Ferrando, per La mà del jardiner
- 2000 - Andreu Carranza, per Anjub
- 2001 - Lluís Barbé, per Retrat de família sobre fons de trèvols
- 2002 - Desert
- 2003 - Vicenç Pagès, per La felicitat no és completa
- 2004 - Toni Sala, per Rodalies
- 2005 - Pep Coll, per El salvatge dels Pirineus
- 2006 - Valentí Puig, per La gran rutina
- 2007 - Desert
- 2008 - Baltasar Porcel, per Cada castell i totes les ombres
- 2009 - Jordi Coca, per La nit de les papallones
- 2010 - Joan Barril, per Les terres promeses
- 2011 - Andreu Martín, per Cabaret Pompeya
- 2012 - Ada Castells, per Pura sang
- 2013 - Àlvar Caixal, per Les llavors del silenci
- 2014 - Melcior Comes, per Hotel Indira[4]
- 2015 - Najat El Hachmi, per La filla estrangera[5]
- 2016 - Carme Riera, per Les darreres paraules[6]
- 2017 - Rafael Vallbona, per La casa de la frontera[7]
- 2018 - Gemma Lienas, per El fil invisible[8]
- 2019 - Desert[9]
- 2020 - Albert Forns, per Abans de les cinc som a casa[10]
- 2021 - Roser Caminals, per Garbo parla[11]
- 2022 - Desert[12]
- 2023 - Marta Marín-Dòmine, Diré que m’ho he inventat[13]
- 2024 - Alba Gómez Gabriel, per Jo soc l’última plaça[14]
- 2025 - Aida Sunyol, per Mercromina[15]